# Go! Go! Go!
Go! Go! Go! is een stille kortfilm van Marie Menken uit 1964. De film is de finale versie van een compilatie mini-films die Menken doorheen de jaren '62 -'64 in New York opnam. Terwijl de stad de hoofdrol krijgt, gaat Menken in Go! Go! Go! voorbij de gebruikelijke conventies van eerder gemaakte stadssymfonieën, een genre van experimentele stadsdocumentaires uit de jaren 1920 en 1930 met De man met de camera ('29) en Berlin: Die Sinfonie der Großstadt ('27) als belangrijkste voorbeelden. Zo brengt Menken naast de stad ook de inwoners van New York in beeld. Deze tweedeling tussen stad en inwoners benadrukt Menken door beide op een verschillende manier in beeld te brengen. Hierdoor wisselt Go! Go! Go! tussen de conventies van de stadssymfonie en de home-movie.

## Titel
De titel van Menkens film is simpelweg " Go! " maar doordat Menken deze titel onderbreekt door met haar arm te zwaaien, krijgen we de indruk dat het woord wordt herhaald. Go! Go! Go!, net als haar film uit 1957 Hurry! Hurry!, lijkt een credo te kunnen zijn voor het gehaaste leven van de metropolitans. Monaco (2001; 253-54) gooit het over een andere boeg en legt de link met de beatnik-generatie van de jaren 50. Dit doet hij door Go! Go! Go! te interpreteren als een citaat uit Pull My Daisy (Robert Frank, 1959), de beat-film bij uitstek. Deze film, met een script van Jack Kerouac, bevat het mannelijke wereldbeeld waarvoor de beats gekend zijn. Pull My Daisy eindigt nadat Milo, het hoofdpersonage, tegen de zin van z'n vrouw het huis verlaat met de woorden: " Let's go. Go. Go. Go. Off they go! "

## Korte inhoud
De film is een neerslag van verschillende observaties die Marie Menken doorheen de jaren 1962-64 in New York doet. Hierbij komt de stad als hoofdpersonage naar voor. De film kan in twee delen worden verdeeld waartussen Menken regelmatig wisselt: het onpersoonlijke New York, dat in een beeld is gebracht als een stadssymfonie, en het 'persoonlijke' New York, dat via home-movie technieken in beeld wordt gebracht.
De film begint met de credits die in rode lippenstift op een glasplaat zijn geschreven. Hierna begint de film met beelden van de Brooklyn Bridge en Lower Manhattan, het zuidelijkste deel van het eiland. Dankzij de time-lapse-fotografie van Menken, een vaak gebruikte techniek bij naoorlogse variaties op het genre van de  stadssymfonie, krijgen de tracking-shots een extra kinetische dimensie. De volgende shots zijn van de haven van New York waar boten lijken te bewegen als waterinsecten op het water. De film gaat verder met top-shots van drukke kruispunten rondom enkele kantoorgebouwen. Zwermen mensen en auto's lijken voorbij de camera te vliegen.
Wanneer Menken zich met haar camera tussen de massa gaat begeven, lijkt er zich ook een verschuiving van stad naar stedelijk individu plaats te vinden. Toch lijken de beelden, hoe persoonlijk ze soms ook zijn, nog steeds het gevoel uit te drukken van onmacht tot echt menselijk contact. Menken cut naar een afstudeerfeest dat ondanks de home-movie esthetica toch onnatuurlijk aanvoelt. Monaco (2001) beschrijft dit treffend als: "the orderly rows of students receiving their diploma's, while controlled by officious men who are keeping them in line, is constructed to depict each of them as sheep rather than bright individual minds."
Na deze ceremonie begeeft Menken zich weer op de baan en lijkt het dagelijkse leven weer de overhand te nemen. Toch lijkt dankzij de fast-motion alsof de mensen niet op hun plaats zijn in de film. De mensen lijken meer op een foto van zichzelf dat op het beeld werd gekleefd. Dit zorgt voor een willekeurigheid en onpersoonlijkheid die strookt met het beeld dat Menken van de grootstad ophangt. Het volgende beeld is van een bouwwerf dat dankzij de hoogte en afstand waarvan het gefilmd wordt, lijkt alsof het een mierennest in opbouw is.
Menken begeeft zich hierna weer tussen de mensen en is getuige van een body-builder wedstrijd. Deze sequentie wordt gevolgd door beelden van een debutantenbal, een rite-de-passagefeest voor jonge vrouwen van hoge afkomst. Deze jonge vrouwen hebben zich mooi opgemaakt om te vieren dat zij nu tot de vrouwengemeenschap behoren. Ondanks de intieme esthetiek van de home-movie staat de camera steeds buiten het gebeuren: bij de bodybuilder-competitie staat de camera op verre afstand en bij het debutantenbal is hij verscholen achter enkele struiken. Na het debutantenbal krijgen we beelden te zien van mensen die aankomen op een bruiloft, een andere belangrijke gebeurtenis in het leven van mensen.
Na deze beelden cut Menken naar beelden van haar eigen appartement in Brooklyn Heigts. Hier zit Menkens' man, Willard Maas, te werken achter een typemachine. Tegen de skyline van Lower Manhattan lijkt hij meer op een clown dan op een kunstenaar. Hierna schakelt Menken weer over naar de conventies van de stadssymfonie en neemt de trein naar Coney Island waar we strandscènes, winkelstraten en attracties te zien krijgen om daarna naar de haven van New York te gaan waar Menken de zonsondergang van New York laat zien, een typisch einde voor een stadssymfonie.

## Thematiek
Menken geeft zelf aan dat Go! Go! Go! gaat over de drukte: "the busy man's engrossment in his busyness make (sic) up the major part of the film". Of ze hiermee de drukte van de stad bedoelt of de hoge druk die we onszelf opleggen, is niet helemaal duidelijk maar haar wisselingen tussen de conventies van de stadssymfonie en de home-movie doen vermoeden dat ze zich om beide bekommert. Ondanks alle vrijheden die New York ons biedt, en in uitbreiding elke grote stad, zijn we toch geboeid door de drukte en onze verplichtingen.
Een andere rode draad doorheen Go! Go! Go! is de vrouw. Volgens Monaco (2001) is deze film "een van de interessantste avant-garde films uit de jaren 60 die een feministische agenda promootte" en is hij daarenboven een reactie op bovenvernoemde film Pull My Daisy (1959): "That film ends with Milo chanting, "Let's go. Go go go," as he escapes his domestic chains represented by his wife. The entire idea of Menken's Go Go Go frontally assaults the masculinist nature of the Beat imagery in Pull My Daisy by subtly transforming the subject matter of the avant-garde film itself'"
Menken plaatst ogenschijnlijk absurde beelden naast elkaar, maar die door montage wel (extra) betekenis krijgen. Ook via stijl en fotografische technieken weet zij extra betekenis toe te voegen. Zo krijgen de opeenvolgende beelden van een afstudeerceremonie, een bodybuilderwedstrijd, een debutantenbal en een huwelijk iets onnatuurlijk. De mannelijke orde tijdens de afstudeerceremonie wordt gecombineerd met het beeld van de bodybuilders, die een cartoonesque voorstelling van het vrouwelijke verlangen zijn. De volmaaktheid en de schoonheid van een debutantenbal en een huwelijk wordt in vraag gesteld door het feit dat de camera niet deel kan/mag/wil uitmaken van het gebeuren.
Later in de film worden we duidelijk bewust gemaakt van de twee traditionele rollen van de vrouw door middel van de jonge meisjes op het strand, die vrijelijk kunnen bewegen en zoenen met wie zij willen, en de nonnen die georganiseerd, mechanisch, in groep langs de straten in New York wandelen. Over de vraag wat de rol van Menkens' man in Go! Go! Go! is, kan gediscussieerd worden. Monaco (2001) lijkt echter overtuigd te zijn dat Menken hiermee het vrouwelijke auteurschap in de verf wil zetten. De openingcredits en het einde, die beide in rode lippenstift op een glasplaat zijn geschreven, lijken deze interpretatie te ondersteunen.

## Genre en stijlkenmerken
Zoals al meermaals werd aangehaald, kunnen we zeggen dat er in Go! Go! Go! sprake is van twee stijlen waartussen Menken wisselt, namelijk de stadssymfonie en de home-movie. De stadssymfonie, een canonieke avant-garde traditie, is een dankbaar genre voor Menken "omdat de vorm haar een losse structuur geeft waarin zij een reeks van observaties kan presenteren." Het home-movieaspect daarentegen geeft Menken de mogelijkheid om veel persoonlijkere films te maken. Dit was voor haar ook het belangrijkste doel dat ze nastreefde: films maken voor vrienden en 'geliefden'.
Tijdens de jaren 60 werd gestural camera work steeds populairder. Filmmakers zoals Stan Brakhage en Jonas Mekas zagen er wel iets in om te filmen met een handcamera en zo de bewegingen van de filmmaker mee op pellicule vast te leggen. Deze techniek werd mede populair door het heersende abstract expressionisme van Pollock en de Kooning en vernieuwingen in jazz- en popmuziek.
De vrije vorm, Menkens gestural camera werk en het veelvuldig gebruik van time-lapsefotografie zorgen ervoor dat in Go! Go! Go! New York helemaal nieuw voorkomt. Het is niet dat time-lapsefotografie nieuw is, het kent al een aanzienlijke geschiedenis binnen de avant-gardefilm, maar het creëert het effect om grootse dingen te minimaliseren. Kilometers worden gereduceerd tot enkele seconden screentime waardoor New York niet groter lijkt dan een mierennest. Belangrijke momenten in een mens z'n leven lijken te vervliegen of op te gaan in de rest. Deze snelheid van de fast-motion of time-lapsefotografie incorporeert perfect wat de titel Go! Go! Go! wil zeggen: het ritme van de metropool, niet stil blijven staan maar blijven bewegen tot je erbij neervalt.

## Verder lezen
- MacDonald Scott, Avant-Garde Film Motion Studies, 1993
- MacDonald Scott, The City as the Country: The New York City Symphony from Rudy Burckhardt to Spike Lee, in: Film Quaterly, 51(2), 1997-1998, p. 2-20
- MacDonald Scott, The Garden in the Machine - a field guide to independent films about place, 2001
- Monaco Paul, History of the American Cinema - The Sixties: 1960-1969, 2001
- Warhol Andy & Hackett Pat, Popism: The Warhol Sixties, 1996
- Go! Go! Go! is sinds 2008 ook op de dvd "American Treasures IV: Avant-Garde 1947-1986" te vinden.